# Amt Usedom-Süd
Amt Usedom-Süd – niemiecki związek gmin leżący w kraju związkowym Meklemburgia-Pomorze Przednie, w powiecie Vorpommern-Greifswald. Siedziba związku znajduje się w mieście Usedom. Powstał w 1992 r.
W skład związku wchodzi 15 gmin, w tym jedna gmina miejska (Stadt) oraz 14 gmin wiejskich (Gemeinde):
1. Benz
2. Dargen
3. Garz
4. Kamminke
5. Korswandt
6. Koserow
7. Loddin
8. Mellenthin
9. Pudagla
10. Rankwitz
11. Stolpe auf Usedom
12. Ückeritz
13. Usedom, miasto
14. Zempin
15. Zirchow